# Giovanni Parenti
Giovanni Parenti (Carmignano, XII secolo – Sardegna, 1250) è stato un francescano italiano, ministro generale dell'Ordine francescano dal 1227 quale primo successore di san Francesco.

## Biografia
Nato probabilmente a Carmignano, compì studî di diritto e fu giudice a Civita Castellana. Entrò nell'Ordine francescano, nel 1219, dopo la visita di san Francesco a Firenze, nel 1211.
Fu inviato nel 1219 da san Francesco in Spagna, dove fondò, in prossimità di Saragozza, il primo convento dell'Ordine e organizzò un'opera di proselitismo. Era ancora responsabile provinciale della Spagna, quando nel capitolo d'Assisi (30 maggio 1227) fu eletto alla guida dell'ordine dei Frati Minori, come primo successore di san Francesco, scomparso nell'ottobre del 1226 (il "predecessore" di Parenti, Pietro Cattani, era stato nominato da Francesco a succedergli nel 1220, ma era morto nel 1221).
Nei contrasti sorti nell'Ordine, durante la reggenza di sette mesi di Elia da Cortona, relativamente all'osservanza più o meno rigorosa della Regola di povertà, Parenti, pur difendendo "Madonna Povertà", si adoperò per l'unità dell'Ordine e ottenne da Papa Gregorio IX la bolla Quo elongati (1230). Fu poi a Roma e a Firenze, per missioni di pacificazione nelle città.
Nel corso delle dispute tra "conventuali" e "spirituali", nel Capitolo generale del 1230 frate Elia da Cortona tentò di riprendere il controllo dell'Ordine francescano, ma senza successo, a causa dell'opposizione incontrata. Elia fu però eletto nel 1232 Ministro Generale, al posto di Parenti, dopo che questi era stato spinto alle dimissioni.
Nell'ultimo periodo della sua vita andò a predicare in Corsica e in Sardegna, dove morì nel convento di Monte Rasu, oggi sito nel territorio comunale di Bottidda (Sassari).
Viene attribuita a Giovanni Parenti un'opera in latino, scritta in forma di allegoria, databile al 1227, dal titolo Sacrum commercium sancti Francisci cum domina Paupertate ("Le mistiche nozze di san Francesco con madonna Povertà") che influenzò la letteratura seguente su san Francesco, compreso il canto XI del Paradiso, dove Dante, nel panegirico del santo, parla delle nozze con la Povertà.